# Roni (kabala)
Roni az 1980-as Lake Placid-i téli olimpia kabalája, amelyet Don Moss készített. A kabalája egy mosómedve, amely ismerős állat az Adirondacks hegyvidékről, ahol Lake Placid található. A Roni név az irokéz – a New York állambeli és Lake Placid-i bennszülött indiánok nyelve – mosómedve szóból ered, és a Lake Placid-i iskolás gyerekek választották.
Az arcának egy része és a szemét körülvevő fekete-fehér maszk a versenyzők által viselt napszemüvegre és kalapra utal. Roninak különböző változatai vannak, amelyek különböző sportágakat űznek, és egyes változatokon az olimpiai gyűrűk öt színe is megtalálható.
Lake Placidnek volt egy élő négylábú kabalája, egy mosómedve, amelyet Rockynak hívtak. Mielőtt a játékok elkezdődtek volna, felváltotta egy jelmezes emberi kabala, amelyet Roninak kereszteltek át.
A XIII. téli olimpiai játékok arca, a hawaii-amerikai Kriss Lambert Roni Raccoonként lépett fel, tetőtől talpig egy 2 méteres mosómedveruhába öltözve. Krisst az olimpiai játékok előtt minden versenyszámban lefilmezték - kivéve a síugrást -, és a felvett anyagot a játékok alatt a televízióban közvetítették az egyes versenyszámok bemutatására. Lambert az 1980-as Lake Placid-i olimpiát népszerűsítette az olimpiai játékokat megelőző nagy eseményeken is, mint például a Macy's Day Parade, a Super Bowl XIV stb. Az olimpiai játékokat megelőzően a pálya szélén izgalmat keltett a négyszeres aranyérmes Szovjetunió és a házigazda USA közötti férfi jégkorong-mérkőzésen, amelyet az USA nyert 4-3-ra.

## Fordítás
Ez a szócikk részben vagy egészben  a   Roni (mascot) című angol Wikipédia-szócikk ezen változatának fordításán alapul.  Az eredeti cikk szerkesztőit annak laptörténete sorolja fel. Ez a jelzés csupán a megfogalmazás eredetét és a szerzői jogokat jelzi, nem szolgál a cikkben szereplő információk forrásmegjelöléseként.